# Herbiers de l'étang de Thau
Herbiers de l'étang de Thau este o arie protejată (sit de importanță comunitară — SCI) din Franța întinsă pe o suprafață de 8.320 ha, integral pe uscat.

## Localizare
Centrul sitului Herbiers de l'étang de Thau este situat la coordonatele 43°23′32″N 3°36′33″E / 43.39226°N 3.6092°E.

## Înființare
Situl Herbiers de l'étang de Thau a fost declarat arie specială de conservare în baza directivei 92/43 din 1992 referitoare la conservarea habitatelor naturale și a faunei și florei sălbatice pentru a proteja 5 specii de animale.

## Biodiversitate
Situată în ecoregiunea mediteraneană, aria protejată conține 20 de habitate naturale: Salicornia și alte specii anuale care populează regiunile mlăștinoase și nisipoase, Stepe sărăturate mediteraneene (Limonietalia), Dune mobile cu vegetație embrionară, Lagune de coastă, Pășuni mediteraneene udate de apa mării (Juncetalia maritimi), Tufărișuri halofile mediteraneene și termo-atlantice (Sarcocornetea fruticosi), Vegetație anuală la limita mareei, Pajiști umede mediteraneene cu ierburi înalte de Molinio-Holoschoenion, Liziere de ierburi înalte hidrofile de câmpie și de nivel montan până la alpin, Fânețe de joasă altitudine (Alopecurus pratensis, Sanguisorba officinalis), Galerii de Salix alba și de Populus alba, Galerii și tufărișuri riverane sudice (Nerio-Tamaricetea și Securinegion tinctoriae), Golfuri mici largi și golfuri puțin adânci, Dune mobile de-a lungul țărmului cu Ammophila arenaria („dune albe”), Dune de pe litoral fixate cu Crucianellion maritimae, Dune împădurite cu Pinus pinea și/sau Pinus pinaster, Ape puternic oligomezotrofe cu vegetație bentonică cu Chara spp., Pseudostepă cu ierburi și specii anuale de Thero-Brachypodietea, Lacuri și iazuri distrofice naturale, Cursuri de apă de la nivel de câmpie la nivel montan, cu vegetație Ranunculion fluitantis și Callitricho-Batrachion.
La baza desemnării sitului se află mai multe specii protejate:
- mamifere (1): liliac cu aripi lungi (Miniopterus schreibersii)
- nevertebrate (3): croitorul mare al stejarului (Cerambyx cerdo), Coenagrion mercuriale, rădașcă (Lucanus cervus)
- reptile (1): țestoasa de baltă (Emys orbicularis)

Pe lângă speciile protejate, pe teritoriul sitului au mai fost identificate 11 specii de plante, 3 specii de amfibieni, 2 specii de nevertebrate, 2 specii de reptile.